# Savoia-Marchetti S.M.89
Il Savoia-Marchetti S.M.89 era un bimotore da attacco al suolo ad ala bassa e bideriva, sviluppato dall'azienda italiana Savoia-Marchetti nei primi anni quaranta e rimasto allo stadio di prototipo.
Sviluppo del bombardiere ed aerosilurante trimotore Savoia-Marchetti S.M.84, fu il modello più pesantemente armato a disposizione della Regia Aeronautica ma, benché rivelatosi promettente, a causa delle vicende legate alla firma dell'armistizio di Cassibile, venne prodotto solamente il prototipo.

## Storia

### Sviluppo
L'S.M.89 era sostanzialmente la versione bimotore dell'S.M.84. Il prototipo, che effettuò il suo primo volo nell'autunno 1941, era stato concepito come aereo da attacco. Nel muso montava 2 cannoncini da Breda 37/54 da 37 mm e 3 mitragliatrici Breda-SAFAT da 12,7 mm, un'altra mitragliatrice da 12,7 mm era montata in postazione ventrale e manteneva la torretta dorsale con una mitragliatrice da 12,7 mm. Lo sviluppo dell'S.M.89 venne arrestato poco dopo, per l'armistizio.

### Impiego operativo
L'unico esemplare venne assegnato, nell'aprile 1943, alla 173ª Squadriglia basata presso l'aeroporto di Cerveteri che fu incaricata di testarlo in condizioni operative. Come caccia-intercettore risultò completamente insufficiente, vista la velocità modesta, la scarsa maneggevolezza e l'impossibilità a far quota in tempi rapidi. Risultò però una discreta e stabile piattaforma di fuoco, che, se ci fosse stata la superiorità aerea, lo avrebbe potuto trasformare in un discreto aereo d'appoggio tattico ravvicinato.

## Utilizzatori
Italia
- Regia Aeronautica